# 사라 제인 스미스
사라 제인 스미스 (Sarah Jane Smith)는 영국 BBC의 장수 SF 드라마 《닥터 후》와 스핀오프 드라마 두 편의 등장인물로, 엘리자베스 슬레이든이 연기하였다. 사라 제인은 끈질긴 성격의 탐사기자로 일급기밀 연구시설에 대한 이막을 풀어내려다 외계인 시간여행자 닥터와 처음으로 만나고 이후 그의 동행자가 되어 시공간을 넘나드는 일련의 모험에 함께하게 된다. 네 시즌에 달하는 방영기간 동안 등장한 사라 제인은 닥터와 갑작스레 헤어지지만 그 후에도 계속해서 지구에서 벌어지는 이상한 사건들을 조사하러 다닌다. 세월이 흘러 프리랜서 기자로 계속 활동하던 사라 제인은 모험에 나섰다가 닥터와 재회하는가 하면, 외계인 침공과 그 밖의 위협으로부터 지구를 지키는 헌신적인 수호자로 자리매김한다.
사라 제인은 닥터와 가장 오랫동안 함께했던 동행자 중 한 명으로 3대 닥터, 4대 닥터와 함께 여행하였다. 출연기간은 1973년 시즌 11부터 1976년 시즌 14까지 총 18편 (80화)에 달한다. 하차 이후에도 로봇 개 K9과 함께 1981년 TV 파일럿 드라마 《K-9과 컴퍼니》에 주인공으로 등장하였으며, 드라마 20주년 스페셜 〈The Five Doctors〉 (1983년)와 30주년 스페셜 〈Dimensions in Time>〉(1993년)에도 등장하였다. TV방송 외에도 BBC 라디오로 방송된 에피소드 두 편 (The Paradise of Death, The Ghosts of N-Space)에 3대 닥터와 함께 주인공으로 다뤄지며, 독립 제작사인 빅 피니시의 오디오극 시리즈 《Sarah Jane Smith》에도 주인공으로 등장한다.
2005년 닥터 후의 정규 시즌이 부활한 이래 10대 닥터와 함께 여러 에피소드에 등장했으며, 2007년부터 2011년까지 방영된 스핀오프 드라마 《사라 제인 어드벤처》의 주인공으로도 활약하였다. 여기에는 10대 닥터와 11대 닥터가 모두 출연한 바 있다.
2011년 배우 엘리자베스 슬레이든의 사망으로 더 이상의 출연은 어려워졌으나, 2020년 4월, 닥터 후의 총괄프로듀서를 맡았던 러셀 T 데이비스가 배우의 기일에 사라 제인의 이야기에 관한 에필로그 영상을 공개하여, 사라 제인의 장례식에 참석한 다양한 등장인물들을 상세히 소개하는 식으로 이야기를 이어나가기도 했다.

## 배우
1973년 닥터 후 프로듀서 배리 레츠 (Barry Letts)는 이번 시즌부터 나올 사라 제인 역을 두고 배우 에이프릴 워커 (April Walker)에게 출연을 제의하였다. 에이프릴 워커는 그 제의를 수락하고 BBC와 정식 출연계약도 맺었다. 그러나 첫 에피소드인 〈The Time Warrior〉의 리허설을 진행하면서, 3대 닥터 역의 존 퍼트위와 배리 레츠는 에이프릴 워커의 사라 제인이 닥터와의 호흡도 맞지 않고 비주얼도 엇나가 보인다는 우려를 내비쳤다. 특히 당시 존 퍼트위가 자신보다 키가 큰 여배우하고는 상대역으로 함께 연기하지 않을 것이니, 사라 제인 역을 다시 캐스팅해달라고 부탁했다는 주장이 있다. 결국 레츠는 에이프릴 워커와의 계약을 파기하였고, 워커는 시즌 11 출연비 전액은 지급받았으나, 드라마에 출연할 수 없게 된 것은 물론, 추후 해약 사실에 관해서 외부에 언급하지 않기로 약속했다고 한다.
그로부터 수십 년 뒤 배리 레츠와 존 퍼트위 두 사람 모두 작고하자, 워커는 사라 제인의 캐스팅에 관한 비화를 밝혔다. 팬 매거진과의 인터뷰로 본래 자신이 캐스팅되었다는 사실을 몇 차례 밝힌 워커는 2020년 5월, 'Time Space Visualiser'에 대한 영상 인터뷰를 통해 당시 정황을 훨씬 더 자세히 털어놓고, 이후에 존 퍼트위와 함께 작업한 이야기도 함께 나눴다. 워커는 존 퍼트위의 생각은 이해하지만, 해약까지 시 점은 결코 그를 용서하지 않을 것이라고 밝혔다.
워커를 보낸 뒤 두번째 오디션에 나선 배리 레츠는 동료 프로듀서 빌 슬레이터 (Bill Slater)가 최근 자신이 맡는 드라마 《Z-카》에서 두어 차례 캐스팅한 배우가 있다며 추천해 주었는데 그 배우가 바로 엘리자베스 슬레이든이었다. 슬레이든은 배우 스티븐 손과 함께 오디션장에 나갔으며, 배리 레츠는 슬레이든의 연기에 깊은 인상을 받았다. 최종 결정을 내리기 전 레츠는 슬레이든을 데려가 존 퍼트위를 만나보게 했는데, 퍼트위는 슬레이든 뒤에 서서 레츠에게 '엄지 척'을 했다고 한다.

## 행적

### TV 에피소드

#### 닥터 후 올드 시즌 (1973년~1976년)과 특별 출연
사라 제인이 처음 소개된 에피소드는 1973년 연말에 방영된 3대 닥터 시리얼 〈The Time Warrior〉이다. 여기서 사라 제인은 유명 바이러스학자인 이모 라비니아 스미스 (Lavinia Smith)로 가장하여, 일급기밀 연구시설에 몰래 들어가 취재하는 모습으로 등장한다. 영문도 모른 채 타디스에 몰래 탑승했다가 중세 시대로 넘어간 사라 제인은 현대 과학자들을 납치해간 외계 군조직 손타란 종족과의 전투에 휘말린다. 그 후 닥터 (존 퍼트위 분)의 정식 동행자가 되어 타디스를 타고 시간여행을 떠난다. 그 과정에서 레스브리지스튜어트 준장 (니콜라스 코트니 분)가 이끄는 UNIT 본부의 활동을 여러 차례 돕기도 한다.
1974년 닥터 역의 배우 존 퍼트위의 하차로 방영된 올드 시즌 11의 마지막 이야기 〈Planet of the Spiders〉 편에서 닥터가 네 번째 모습으로 재생성했음에도 사라 제인은 여전히 동행자로 계속 곁에 남게 된다. 이듬해 1975년 방영된 시즌 12에서 해리 설리번 (이언 마터)이 닥터의 또다른 동행자로 합류하고, 두 사람과 함께 〈The Sontaran Experiment〉, 〈Genesis of the Daleks〉, 〈Revenge of the Cybermen〉 편에서 손타란, 달렉, 사이버맨과 차례대로 마주하기도 한다. 특히 달렉 편에서는 달렉이 창조되는 순간에 함께하고, 달렉을 만들어낸 대브로스 (마이클 위셔 분)도 마주한다. 사라 제인이 정규 시즌에서 마지막으로 등장한 것은 1976년 방영된 시즌 14의 〈The Hand of Fear〉 편으로, 닥터가 고향 행성인 갈리프레이로부터 타임 로드들의 소환장을 받으면서 어쩔 수 없이 헤어지게 된다.
배우 엘리자베스 슬레이든은 1981년 지구를 무대로 한 스핀오프 드라마 《K-9과 컴퍼니》의 파일럿 에피소드에서 사라 제인 역으로 다시 출연하였다. "A Girl's Best Friend" (소녀의 절친)이란 제목이 붙은 이 에피소드에서 사라 제인은 닥터로부터 로봇 개 K9 마크 III (존 리슨)을 크리스마스 선물로 받게 된다. 아쉽게도 정규 드라마로 편성되지는 못했으나, 2년 뒤인 1983년 닥터 후 20주년 스페셜 〈The Five Doctors〉에 출연하며 다시금 닥터후의 본 이야기에 등장한다. 여기서 사라 제인은 타임로드 의장 보루사 (Borusa, 필립 래텀 분)에 의해 갈리프레이로 압송되어, 타임로드의 창시자 라실론 (리처드 매튜 분)이 고안한 '죽음의 구역' (The Death Zone)에서 '라실론의 게임'에 참가하게 된다. 여기서 사라 제인은 3대 닥터와 재회하고, 1대, 2대, 5대 닥터도 만난다. 또한 이 에피소드에서 사라 제인은 여전히 K9을 갖고 있으며 함께 사건조사도 하고 있다는 설정이 확인된다.
닥터후 올드 시즌이 끝난 뒤 휴방기였던 1993년에는 <칠드런 인 니드> 스페셜로 기획된, 영국의 국민드라마 <이스트엔더스>와의 크로스오버 에피소드, 〈Dimensions in Time〉에 등장하였다. 여기서는 라니 (케이트 오마라)의 음모로 여러 닥터와 동행자들이 앨버트 스퀘어 (이스트엔더스의 무대)로 납치되는 이야기를 다뤘다. 이후 슬레이든은 BBC 라디오 드라마 두 편에서 존 퍼트위와 함께 출연, 빅피니시 오디오 드라마 시리즈에서 단독 출연하였으며, 1995년 출시된 비공식 비디오 영화 〈Downtime〉에서는 레스브리지스튜어트 준장, 2대 닥터의 동행자 빅토리아 워터필드 (디보라 와틀링 분)와 함께 등장하는데 이 시기의 몇 안되는 비디오 매체 출연이다.

#### 닥터 후 뉴 시즌 (2006년~2010년)
2005년 러셀 T 데이비스가 총괄프로듀서를 맡은 닥터 후 뉴 시즌이 성공리에 부활한 뒤, 이듬해 2006년 방영된 시즌 2 에피소드 "School Reunion"를 통해 엘리자베스 슬레이든은 닥터 후 정규시즌에 오랜만에 출연하게 되었다. "School Reunion"은 <The Five Doctors>에서의 사건 이후 K9과 함께 활동해 왔던 사라 제인을 다시 조명하고 있다. 사라 제인은 핀치 교장 (앤서니 헤드 분)이 운영하는 어느 학교에 잠입해 기묘한 사건을 조사하다가 10대 닥터 (데이비드 테넌트)를 만나게 된다. 작중 설명에 의하면 사라 제인은 닥터가 돌아올 때까지 몇십 년을 기다리다 지친 나머지 닥터가 죽었다고 생각했지만, 크리스마스날 런던 상공의 외계 우주선을 목격했을 때 어쩌면 닥터가 개입했을지도 모르겠다는 생각이 들었다고 털어놓는다. 닥터의 현 동행자인 로즈 타일러 (빌리 파이퍼 분)은 사라 제인을 만나고 공감하면서 닥터 이후의 자신의 미래를 돌아보게 된다. K9 마크 III는 여전히 사라 제인의 곁을 지키고 있었지만 고장난 바람에 제 힘을 쓰지 못하고 있었는데, 에피소드 말미에서는 K9 마크 III의 희생으로 사라 제인과 닥터가 목숨을 건진다. 닥터는 사라 제인에게 새로운 K9 모델인 K9 마크 IV를 선물하고, 사라 제인의 조언으로 로즈의 남자친구 미키 스미스 (노엘 클라크 분)을 타디스에 초대하여 두번째 동행자로 받아들인다.
2008년 방영된 닥터후 시즌 4의 마지막 에피소드 "The Stolen Earth" / "Journey's End" 편에서 <토치우드>, <사라 제인 어드벤처>와의 크로스오버가 이뤄지면서 사라 제인 역시 다시 등장하게 되었다. 달렉이 지구를 침공하자 사라 제인은 UNIT 대원 마사 존스 (프리마 아저먼), 토치우드의 리더 캡틴 잭 하크니스 (존 배로먼 분)와 함께 해리엇 존스 전 영국 총리 (퍼넬러피 윌턴 분)의 비상연락을 받아 닥터가 우주를 구할 수 있도록 힘을 합친다. 닥터 일행에 합류하여 달렉 함선으로 올라간 사라 제인은 대브로스 (줄리언 블리치 분)와 마주하는데, 대브로스도 사라 제인에게 이전에 본 얼굴이라면서 올드 시즌의 <Genesis of the Daleks> 편에서 마주했던 기억을 떠올린다.
이후 2010년 신년 특집으로 방영된 10대 닥터의 마지막 이야기 "The End of Time" 제2부에서 등장한다. 닥터가 방사선 중독으로 서서히 죽어가면서 그간 만났던 가까운 친구와 동행자들을 하나씩 찾아가는데, 이 때 사라 제인도 찾아간 것이다. 배너맨로드의 도로변을 건너가던 루크가 차에 치일 뻔하자 닥터가 나타나 루크의 목숨을 구한다. 루크가 사라 제인에게 달려가 닥터가 왔다고 알려주고, 사라 제인과 닥터는 별다른 말 없이 서로를 보며 조용히 작별 인사를 나눈다. 이 장면은 후술할 사정으로 닥터후 본편에서 사라 제인의 마지막 등장으로 남게 되었다.

#### 스핀오프 드라마 (2007년~2011년)
시즌 2 출연이 성공을 거두자, 이듬해 2007년부터 엘리자베스 슬레이든이 사라 제인 역으로 출연하는 CBBC의 어린이용 스핀오프 드라마 《사라 제인 어드벤처》가 기획 방영되었다. 이 드라마는 사라 제인이 잉글랜드 일링의 배너맨 로드에 위치한 자택을 본 기지 삼아 외계인의 활동을 은밀히 조사하는 것이 주요 소재다. 사라 제인은 에메랄드 녹색 피가로를 운전하며 AI 슈퍼컴퓨터 미스터 스미스 (성우 알렉산더 암스트롱)의 도움을 받는가 하면, 외계인 활동 스캐너와 소닉 립스틱을 갖고 다닌다. 2007년 신년 특집으로 방영된 첫번째 에피소드 "Invasion of the Bane"에서 사라 제인은 베인이란 외계인이 창조해낸 유전자 원형의 천재 소년 루크 스미스 (토미 나이트 분)을 아들로 입양하고, 베인의 우두머리 웜우드 부인 (사만다 본드 분)을 조사하는 과정에서 이웃 마리아 잭슨 (야스민 페이지 분)과 친구가 된다. 누구와도 비교할 수 없었던 4대 닥터와 헤어진 이래 결혼도 하지 않고 홀로 살아왔던 사라 제인이 두 사람을 만나면서 더 이상 혼자 사는 것에 만족할 수 없다고 밝히는 순간이다. 한편 K9은 닥터 후 시즌 2 "School Reunion"과 사라 제인 어드벤처 "Invasion of the Bane"의 사건 사이에 블랙홀을 막기 위해 사라 제인의 곁을 떠났고, 아주 가끔씩 지구 곁을 가까이 지나가면 사라 제인에게 통신을 건다는 설정이다. 실제로도 <사라 제인 어드벤처> 시즌 1에서 K9이 등장하는 에피소드는 두 편에 불과한데, 이는 프로듀서 밥 베이커가 K9의 저작권을 확보해 제작한 스핀오프 드라마 <K-9>이 동시 기획되었기 때문이다.
<사라 제인 어드벤처> 시즌 1에서 사라 제인은 루크의 어머니가 되는 방법을 배워나가는 동시에, 사라 제인 스스로 '가장 믿을만한' 사람이라 느끼는 이웃집 소녀 마리아와의 우정을 지켜 나간다. 루크는 친구 클라이드 랭어 (대니얼 앤서니 분)와 함께 지금 지구에서 벌어지는 온갖 외계인들의 위협들을 물리치고 격퇴한다. 일련의 사건 가운데서 혼란과 파괴를 일으키기 위해 시간선을 바꿔버리는 우주적 존재인 '트릭스터' (폴 마크 데이비스 분)가 모습을 드러내고, 사라 제인과 계속해서 대적하게 된다. 또한 닥터후에서 소개됐던 외계 범죄자 일가 슬리딘을 새로운 적으로 맞이하고, 외계인을 연구하는 과학자 리버스 교수 (플로엘라 벤자민 분)과 동맹을 맺는다. 이밖에 사라 제인의 어린시절도 묘사되는데, 가장 친한 친구였던 앤드리아 예이츠 (제인 애셔 분)의 죽음을 목격하고, 사람들의 목숨을 지키겠겠다는 결심을 하게 된 정황을 묘사하고 있다.
같은 해 방영된 <사라 제인 어드벤처> 시즌 2에서는 <The Last Sontaran> 편에서 마리아가 미국으로 떠나고, <The Day of the Clown> 편에서 새 이웃 라니 찬드라 (안즐리 모힌드라 분)와 친구가 된다. 또 같은 에피소드에서 라비니아 이모의 집에서 머물던 사라 제인의 어린 시절 (제시카 모그리지 분)이 회상 씬으로 묘사된다. <The Temptation of Sarah Jane Smith> 편에서 사라 제인은 1951년으로 향했다가 돌아가신 부모님 에디 (크리스토퍼 피지 분), 바바라 (로자나 라벨 분)를 만나 목숨을 구하는데, 그 결과로 지금의 우주가 트릭스터의 손에 넘어가 포스트아포칼립스 식의 평행우주를 만들어 버린다. 그러나 이 사실을 알게 된 사라 제인의 부모님은 죽음을 택하여, 원래 시간대를 복원하는 영웅으로 남는다. 시즌 2 마지막화 <Enemy of the Bane>에서 사라 제인의 오랜 친구 레스브리지스튜어트 준장 (니컬라스 코트니 분)이 등장하여 UNIT 출신의 적군 웜우드 부인과 손타란의 카 장군 (앤서니 오도넬 분)의 위협에 맞서 사라 제인을 돕는다. 이 과정에서 웜우드 부인이 루크의 진짜 엄마는 루크를 창조해낸 자신이라는 주장을 펼치면서 심적으로 위기에 빠진다. 한편 시즌 2의 <The Mark of the Berserker> 편의 경우 슬레이든의 연속 촬영으로 한번 쉬어가는, '사라 제인 부재 에피소드'로 진행되었다. K9는 시즌 2에 등장하지는 않지만 그 대신 2009년 코믹 릴리프 특집 미니에피소드에서 라니어스 대사 (로니 코벳 분)를 상대로 사라 제인을 돕고 있는 것으로 소개된다.
2009년 방영된 시즌 3 첫화에서 사라 제인은 빙의 외계인 안드로박스 (마크 골드소프 분)라는 새로운 적을 맞이하고, 범우주 경찰 종족 주둔과 느슨한 동맹을 맺는다. 제2화 <The Mad Woman in the Attic> 편에서는 (실제 <K-9> 드라마 프로듀서와의 합의를 반영해) K9이 완전히 다시 등장, 사라 제인과 사건 해결에 나선다. 제3화 <The Wedding of Sarah Jane Smith>는 닥터후와의 크로스오버로 기획되었다. 사라 제인은 변호사 피터 달튼과 결혼하겠다는 마음을 털어놓는다. 그러나 사라 제인의 인생에 달튼이 나타나게 된 것은, 사실 사라 제인이 외계인 사냥을 포기하게 만들려는 트릭스터의 계획이었다는 사실이 밝혀진다. 그 음모를 저지하기 위해 나타난 11대 닥터는 결혼식장에 난입해 무효로 만들고, 사라 제인에게 트릭스터가 '불화의 총본산' (Pantheon of Discord)의 일원이자 중역이라는 사실을 밝힌다. 또한 사라 제인의 라비나 이모의 유언에 따라 상속받은 재산에 의지하며 살아가고 있다는 설정이 드러난다. 제4화 <Mona Lisa's Revenge>는 사라 제인 부재 에피소드로, 사라 제인이 그림 속에 갇히고 모나리자가 살아 움직인다는 이야기이다. 한편 언제나 아들을 아끼던 모습을 보이던 사라 제인이 루크의 방이 더럽다며 처음으로 말다툼을 하는 편이기도 하다. 시즌 3 마지막화 <The Gift>에서는 본래 무기를 사용하거나 누군가를 해치는 일을 꺼렸던 사라 제인이, 루크가 블레이스린슬리딘의 계략으로 병에 걸려 죽을 위기에 처하자, 처음으로 무기를 들고 그들에게 맞서게 된다. 그들의 죽음을 결정짓는 마지막 순간, 사라 제인은 고민 끝에 스미스 씨의 도움을 받아 해치우게 된다.
2010년 <사라 제인 어드벤처> 시즌 4 첫화 <The Nightmare Man>에서 사라 제인은 대학교에 다니게 된 루크를 배웅하고, 라니와 클라이드와 함께 모험을 계속한다. 세 사람은 <Death of the Doctor> 편에서 11대 닥터 (맷 스미스)는 물론 닥터의 옛 동행자이자 바로 이전 동행자였던 조 그랜트 (케이트 매닝)을 만난다. 이 편에서 샨시트 (Shansheeth)라는 외계인은 타디스를 손에 넣기 위해 조 그랜트와 사라 제인의 기억을 써서 닥터의 죽음을 날조하려는 음모를 다루고 있다. 시즌 4의 '사라 제인 부재 에피소드'로는 <The Empty Planet> 편이 기획되었는데 온 지구상의 인류가 사라지고 사라 제인도 모습을 감추면서 라니와 클라이드가 사라 제인의 도움 없이 스스로 조사에 나선다는 이야기이다. <Lost in Time> 편에서 사라 제인은 신비로운 가게주인 (시릴 엔리 분)의 임무를 위해 시간을 거슬러 여행하기도 한다. 마지막 편인 <Goodbye, Sarah Jane Smith>에서 사라 제인은 루비 화이트 (줄리 그레이엄 분)이라는 새로운 적을 만나 자신의 도플갱어를 만나고, 화이트의 음모로 영영 리타이어될 위기에 처하지만, 루크가 대학에서 차를 몰고 달려가 가까쓰로 구해낸다.
2011년 시즌 5 방영 도중에 엘리자베스 슬레이든의 갑작스러운 사망으로 드라마도 도중에 함께 종영되었다. 제1화 <Sky> 편에서 사라 제인은 유전공학으로 전기 능력을 지니게 된 외계인 소녀 스카이 스미스 (시네드 마이클)라는 새 아이를 입양한다. 스카이와 사라 제인의 만남은 가게 주인이 주선한 일이지만 그 동기에 대해서는 밝히지 않는다. 제3화이자 마지막화로 방영된 <The Man Who Never Was> 편은 사라 제인이 마지막으로 방송에 등장한 이야기이다. 에피소드 막바지에는 고독한 기자에서 두 아이의 엄마이자 어린 이웃들의 친구가 되기까지, 사라 제인의 여정을 기념하는 짧은 아카이브 영상과 내레이션이 삽입되었으며, "그리고 이야기는 계속됩니다... 영원히" (And the story goes on... forever)라는 자막으로 끝난다.
2020년 <사라 제인 어드벤처>의 출연진과 작가가 모여 "Farewell, Sarah Jane"이라는 제목의 스페셜 에필로그를 웹캐스트로 공개하였다. 내레이션과 대사를 섞어 오디오극 형태로 만든 이 이야기는 사라 제인의 친구들과 닥터의 과거 많은 동행자들이 런던으로 건너와 사라 제인의 장례식에 참석하는 내용으로 구성되어 있다.

## 평가
사라 제인 스미스는 2005년 뉴 시즌이 방영되기 전까지 여러 순위 조사에서 역대 닥터의 동행자 가운데 가장 인기 있는 캐릭터로 선정되어 왔으며, 오늘날에도 로즈 타일러, 도나 노블, 에이스와 함께 최고의 동행자 캐릭터로 꼽히고 있다. 2007년 가디언 지의 대니얼 마틴은 최고의 동행자로 사라 제인을 선정하며, ''적극적이고 활기찬 성격" (jolly-hockey-sticks good nature)이 그녀를 그토록 사랑하게 만들었다는 평을 내렸다. 데일리 텔레그래프의 게빈 풀러도 사라 제인을 1위에 선정하며, 배우 슬레이든의 연기를 칭찬하고 "큰 결단력과 용기"를 보여주었다고 평가했다.
다만 배우 엘리자베스 슬레이든 본인은 자신의 배역이 누린 유명세가, 인기 많은 닥터로 꼽히는 3대 닥터의 존 퍼트위, 4대 닥터의 톰 베이커와 함께 출연했기 때문인 것도 있다는 솔직한 소감을 밝혔다. 또한 작중 사라 제인은 열렬한 페미니스트 기자라는 설정이었지만, 배우 본인은 사라 제인이 "스탠딩을 갖다 세워둔 것이나 마찬가지였다. 매주 '네, 닥터. 안 돼요, 닥터' 할 뿐"이라고 평가했다.
뉴 시즌 2 "School Reunion"의 각본을 맡으며 사라 제인의 귀환을 이끈 토비 휘토즈는 2012년 인터뷰에서 올드 시즌에서 가장 좋아하는 동행자는 사라 제인 스미스라고 밝히며, 그 영향력에 대해 다음과 같은 말을 남겼다.
"왜냐면 희극적인 동행자였기 때문이죠. 저는 사라 제인이 자신 이전의 그 누구보다 동행자의 역할을 재정의했다고 생각합니다. 그리고 사라 제인 스미스의 요소는 지금의 에이미에 이르기까지 그 이후의 모든 동행자에게서 찾아볼 수 있어요. 동행자라는 캐릭터를 다소 무력한 히스테리 환자에서, 까칠하고 고집세고 강한 인물로서 닥터와 동등한 존재로 바꿔 놓은 것입니다. 그리고 그 당시로서는 그것이 꽤 대단한 일이었다는 것을 알고 계시지요. 그런 건 동행자나 여성이 해야 할 역할이 아니었습니다. 그들은 희생자를 맡을 운명, 곁두리에 불과해야 할 운명이었죠. 저는 엘리자베스 슬레이든이 사라 제인으로 출연해 펼친 것이 정말 대단했다고 생각합니다. 우리는 그녀가 그 당시에 얼마나 혁명적이었는지 잊고 있었어요."